# آلکساندر گریگوریان (مدیرهنری تئاتر)
آلکساندر سامسونی گریگوریان (ارمنی: Ալեքսանդր Սամսոնի Գրիգորյան؛  ۲۰ اوت ۱۹۳۶ – ۳۱ اکتبر ۲۰۱۷) یک کارگردان تئاتر اهل ارمنستان بود. 

## زندگی‌نامه
وی در ۲۰ اوت ۱۹۳۶ در باکو به دنیا آمد و از en:Russian State Institute of Performing Arts فارغ‌التحصیل شد. گریگوریان در تئاتر روسی استانیسلاوسکی ایروان مشغول به فعالیت بود و استاد انستیتو دولتی سینما و تئاتر ایروان نیز بود. وی همچنین برندهٔ جوایزی همچون شهروند افتخاری ایروان، هنرمند مردمی ارمنستان شوروی (۱۹۷۸) و نشان دوستی شده‌است. وی در ۳۱ اکتبر ۲۰۱۷ در سن ۸۱ سالگی در ایروان درگذشت و در آرامستان مرکزی ایروان (توخماخ) به خاک سپرده شد.